# Kokelv
Kokelv (nordsamiska: Jàhkovuona) är en kyrkby i Hammerfests kommun i Finnmark fylke i norra Norge. Byn ligger innerst i fjorden Revsbotn vid Goavkejohkas utlopp i fjorden. I Nillagården i Kokelv ligger Kokelv sjøsamiske museum (Jáhkovuona Mearrasámi musea). 
Där finns också Kokelvs kyrka från 1960. Kokelvs socken ingår i Hammerfests prosteri i Norska kyrkan. Socknen omfattar den norra delen av den tidigare Kvalsunds kommun, medan Kvalsunds socken utgör den södra delen av den dåvarande kommunen. Träkyrkan, målad i vitt, uppfördes av 24 tyska fredsvänner från organisationen Aktion Sühnezeichen Friedensdienste. Kyrkan kan ta 120 sittande och ritades av Rolf Harlew Jenssen (1916–2008).